# Raorhynchus thapari
Raorhynchus thapari är en hakmaskart som beskrevs av Gupta och Fatima 1981. Raorhynchus thapari ingår i släktet Raorhynchus och familjen Rhadinorhynchidae. Inga underarter finns listade i Catalogue of Life.